# Incidente del María Luz
El incidente del María Luz (en japonés: マリア・ルス号事件, Maria-Rusu go Jiken) fue un incidente diplomático entre Japón y Perú sobre un barco mercante con trabajadores chinos no abonados en Yokohama en 1872. Fue una prueba temprana de la independencia del sistema judicial japonés y un desafío a las disposiciones de extraterritorialidad de los tratados desiguales entonces en vigor entre Japón y las potencias occidentales. 

## Acontecimientos
El 9 de julio de 1872, el María Luz, un carguero peruano en ruta de Macao a Callao (Perú) con un cargamento de trabajadores chinos no abonados para plantaciones peruanas, solicitó a la administración del puerto abierto de Yokohama, Japón, reparar los daños sufridos durante una tormenta severa. Mientras estaba anclado en Yokohama, un culí chino a bordo escapó saltando por la borda y nadando hacia el cercano buque de guerra británico HMS Iron Duke. Cuando fue entregado a las autoridades japonesas en el puerto de Yokohama, se quejó de un severo maltrato y pidió protección y el rescate de otros 231 chinos a bordo que estaban sufriendo la misma suerte. El capitán del María Luz, Ricardo Herrera, fue citado por las autoridades japonesas y se le advirtió enérgicamente que tratara al fugitivo con indulgencia y que cuidara mejor de su personal contratado.
Sin embargo, otro trabajador chino contratado escapó pronto, y el cónsul británico en funciones, Robert Grant Watson, se enteró de que el primer fugitivo había sido tratado brutalmente por el capitán peruano a su regreso al barco. Junto con un grupo de abordaje de marines británicos, Watson inspeccionó personalmente la embarcación y descubrió que el rumor era cierto y que los pasajeros chinos estaban siendo tratados en condiciones similares a la esclavitud. Watson se acercó formalmente al ministro de Relaciones Exteriores de Japón, Soejima Taneomi, para tomar medidas. 
El gobierno japonés inicialmente dudaba en tomar medidas, ya que Japón no tenía relaciones diplomáticas formales con Perú, cuyos intereses en Japón estaban siendo manejados por Estados Unidos. El gobernador de Kanagawa, Mutsu Munemitsu, se opuso firmemente a cualquier intervención que pudiera dañar las relaciones japonesas con las naciones occidentales. Sin embargo, el ministro de Justicia, Etō Shimpei, consideró que el tema no podía ignorarse por razones humanitarias. El jefe del Consejo de Estado, Sanjō Sanetomi, autorizó a Soejima a continuar, y Mutsu renunció a su cargo en protesta.
Soejima tomó medidas para evitar que el María Luz saliera del puerto y después de revisar los registros del barco y entrevistar a los oficiales, descubrió que su cargamento de trabajadores contratados analfabetos había sido engañado en Macao para que firmaran contratos cuyo contenido no podían leer ni entender, y estaban confinados contra su voluntad en condiciones inhumanas. Muchos habían sido secuestrados y la mayoría no tenía idea de la ubicación de su destino final. En una audiencia preliminar presidida por Ōe Taku, se emitió una orden judicial que permitía a los chinos desembarcar en Yokohama y el tribunal declaró que la compañía naviera propietaria del María Luz era culpable de irregularidades. Todos los países extranjeros representados en Japón en ese momento fueron informados de la decisión y se solicitaron sus opiniones. 
Sin embargo, todos los países, con la excepción del Reino Unido, respondieron negativamente, acusando a Japón de haber traspasado los límites de varios tratados para gobernar contra una empresa extranjera y un capitán extranjero. Además, el incidente se había producido dentro de las fronteras de Yokohama, que estaba en el centro de la zona extraterritorial otorgada por tratado. Se dirigió a Soejima, quien confirmó la decisión de la corte a pesar de la oposición extranjera y los cargos de falta de jurisdicción, y el 30 de agosto dictaminó que los trabajadores chinos fueron liberados de sus contratos.
Herrera impugnó la decisión en una apelación ante el abogado inglés F.V. Dickins (que hablaba japonés clásico con fluidez y era traductor de poesía japonesa) como su asesor legal. Dickins respondió con el argumento de que la servidumbre involuntaria se practicaba en Japón en forma de venta de prostitutas y deudas contractuales de aprendizaje, por lo que no era ilegal. Además, acusó de que, dado que los trabajadores chinos habían sido contratados en Macao, el caso estaba dentro de la jurisdicción de Portugal debido a los acuerdos de extraterritorialidad entre Japón y Portugal, y esta postura estaba respaldada por cartas del embajador portugués en Japón. Sin embargo, los argumentos de Dickens no fueron aceptados por Ōe, y perdió en una decisión judicial el 26 de septiembre, cuando el juez japonés dictaminó que el capitán y el contratista peruanos violaron el derecho internacional y no el derecho japonés. Después del fallo, Herrera huyó de Yokohama a Shanghái en otro barco, abandonando el María Luz en Yokohama. 
El gobierno chino de la dinastía Qing emitió una carta oficial agradeciendo al gobierno japonés por su firme postura y la asistencia prestada a los súbditos chinos. Sin embargo, la mayoría de las naciones europeas permanecieron disgustadas con los fallos de la corte y apoyaron las protestas diplomáticas oficiales del gobierno peruano. En junio de 1873, el gobierno japonés solicitó que el zar Alejandro II de Rusia arbitrara el asunto como parte neutral, y en 1875 confirmó la posición de Japón.

## Significado
El incidente del María Luz fue una victoria diplomática para Japón al imponerse frente a los tratados desiguales. El resultado del incidente aceleró el declive del «comercio de culíes» en Perú y en otros lugares. En Japón, el incidente también dio lugar a una nueva legislación a finales de 1872, que emancipaba a los parias burakumin, las prostitutas y otros trabajadores en régimen de servidumbre en Japón.